# Jardim das Flores (Osasco)
O Jardim das Flores é um bairro nobre da cidade de Osasco. Ganha esse nome porque suas ruas possuem nomes de flores como orquídea, lírio, dália, crisântemo, flor de liz entre outras.
O bairro é delimitado ao norte pelo bairro Km 18; A leste pelo bairro Vila Osasco; Ao sul com o bairro Vila Yolanda; A oeste com o bairro Pestana. Localizado no Distrito Administrativo Sudoeste de Osasco, o bairro possui somente o loteamento Jardim das Flores.
O bairro, que dispoe de ruas floridas e arborizadas, é considerado como um dos mais nobres e ricos da cidade. É tido como um bairro nobre em virtude das residências e terrenos possuirem um alto valor, graças à tranquilidade, segurança, vasta área de lazer e ao comércio mais requintado.

## Principais vias
- Avenida das Flores
- Avenida Crisântemo
- Rua Georgina
- Rua João Antônio Prado
- Avenida Horácio Lafer

## Educação e cultura
- FITO Fundação Instituto Tecnológico de Osasco (Escola de Educação Básica da FITO - I)
- EMEI Professor Fernando Buonaduce
- EE Professora Lucy Anna Carrozo Latorre
- Colégio Objetivo
- CNA
- FEAO - Faculdade de Ciências Econômicas e Administrativas de Osasco
- FACFITO - Faculdade de Ciências da Fundação Instituto Tecnológico de Osasco
- UNIFESP - Universidade Federal de São Paulo: EPPEN - Escola Paulista de Política, Economia e Negócios
- Núcleo de Educação Ambiental Ângelo Mazzarotto (Padre Ângelo)
- Conservatório Musical Villa Lobos
- Anfiteatro Maestro Jons Christensen[1]

## Esporte e lazer
- Ginásio Esportivo Ives Tafarello
- Estádio Municipal Elzo Piteri
- Parque Municipal Dionísio Álvares Mateos
- ACM/YMCA - Associação Cristã de Moços[1]

- SESC Osasco

## Saúde e serviços de apoio a vida
- UBS III Maria Gatti
- Centro de Referência de Assistência Social - CRAS Giusepe Fiorita
- Corpo de Bombeiros[1]

## Orgãos públicos
- OAB - Ordem dos Advogados do Brasil 56ª Subseção de Osasco
- Fórum da Comarca de Osasco – Promotor Aloísio Arruda
- Cartório Eleitoral - 277º Zona[1]

## Dados da segurança pública do bairro
| Ocorrências de 2004                    | Números | Porcentagem % |
| -------------------------------------- | ------- | ------------- |
| Homicídio doloso                       | 2       | 0,75          |
| Homicídio culposo – delito de trânsito | 1       | 0,37          |
| Tentativa de homicídio doloso          | 5       | 1,87          |
| Tráfico de entorpecentes               | 1       | 0,37          |
| Furto                                  | 83      | 30,97         |
| Roubo                                  | 86      | 32,09         |
| Roubo de veículos                      | 58      | 21,64         |
| Furto de veículos                      | 32      | 11,94         |
| Total Ocorrências                      | 268     | 100,0         |

Fonte - Secretaria de Gestão Estratégica – Pesquisa - 2005